# ثيودور كوخ
ثيودور كوخ (بالألمانية: Theodor Koch)‏ (و. 1905 – 1976 م) هو مهندس من ألمانيا.
توفي عن عمر يناهز 71 عاماً.